# Ceylons-Nederlands
Het Ceylons-Nederlands was een Nederlandse creoolse taal die vandaag de dag zo goed als uitgestorven is. De creoolse taal werd gesproken op het eiland Ceylon, thans bekend als Sri Lanka, dat van 1658-1796 een Nederlandse kolonie was.

## Geschiedenis
Toen de Nederlanders Ceylon op de Portugezen veroverden was Portugees een verspreide taal op het eiland. Het Portugees was toen echter al creools omdat het zich vermengde met inlandse talen. Toen het Nederlands er werd aangeleerd kwam dit ook onder invloed van het Portugees, Engels en inlandse talen. Deze variant van het Nederlands wordt echter niet meer gesproken. Wel zijn er Nederlandse invloeden te vinden in het Singalees en het Tamil. Een deel van de bevolking is van Nederlandse afkomst en heeft Nederlandse achternamen. Deze mensen, gemengd met Portugese en Engelse kolonisten, worden Burghers genoemd.